# Cecil Romer
Sir Cecil Romer (Ifield, 14 novembre 1869 – 1962) è stato un generale britannico.

## Biografia
Nato a Ifield, nel Sussex, Cecil Romer entrò nei Royal Dublin Fusiliers nel 1890 e prestò servizio con loro nella seconda guerra boera tra il 1899 ed il 1902. Egli divenne General Staff Officier nel 1904.
Durante la prima guerra mondiale combatté sul Fronte occidentale. Divenne General Officer Commanding della 59th Division tra il 1917 ed il 1918.
Egli divenne General Officer Commanding della 1st Division di stanza ad Aldershot nel 1926. Venne quindi elevato al rango di General Officer Commanding-in-Chief del Western Command nel 1928 ed a quello di General Officer Commanding-in-Chief Southern Command nel 1931. Nel 1933 venne nominato Adjutant-General to the Forces per poi ritirarsi nel 1935.